# 罗伯托·安佐林
罗伯托·安佐林（義大利語：Roberto Anzolin，1938年4月18日—2017年10月6日），意大利男子足球运动员，场上位置是守门员。他曾代表意大利国家队参加1966年国际足联世界杯，结果获得第九名。